# Соколов, Александр Иванович (художник)
Александр Иванович Соколов (1 декабря 1918, Алешки, Тамбовская губерния — 9 мая 1973, Ленинград) — советский художник, живописец и педагог, Заслуженный художник РСФСР, член Ленинградской организации Союза художников РСФСР.

## Биография
Родился 1 декабря 1918 года в селе Алешки Тамбовской губернии (ныне — Терновского района Воронежской области).
В 1929 году семья переехала в Ленинград. Здесь Саша Соколов продолжил учёбу в средней школе, а спустя несколько лет поступил в Среднюю художественную школу (ныне художественный лицей имени Б. В. Иогансона) при Ленинградском институте живописи, скульптуры и архитектуры, которую окончил в 1939 году.
В этом же 1939 году поступил на первый курс живописного факультета Ленинградского института живописи, скульптуры и архитектуры, однако начавшаяся финская военная кампания надолго прервала занятия. Соколова призывают в Красную Армию, в рядах которой его и застаёт Великая Отечественная война. С 1941 по 1945 год воевал на Ленинградском фронте в артиллерийских частях.
После демобилизации в 1945 году вернулся к учёбе, занимался у Вениамина Белкина, Михаила Бернштейна, Павла Наумова, Андрея Мыльникова. В 1950 году окончил институт по мастерской В. М. Орешникова с присвоением звания художника живописи. Дипломная картина — «Напутствие вождя партизанам» (в других источниках — «Приём Сталиным командиров партизанских отрядов»). В том же году по результатам дипломной работы его принимают в члены Ленинградского Союза советских художников.
После окончания института занимался в аспирантуре, одновременно начал преподавательскую работу на кафедре рисунка Ленинградского института живописи, скульптуры и архитектуры имени И. Е. Репина. По окончании аспирантуры защитил диссертацию на соискание учёной степени кандидата искусствоведения. Диссертационная работа — картина «Хлеб пошёл!». В 1960 году Соколову присваивается звание доцента, в 1972 году — профессора ЛИЖСА имени И. Е. Репина.
Участвовал в выставках с 1950 года, экспонируя свои работы вместе с произведениями ведущих мастеров изобразительного искусства Ленинграда. Писал жанровые и тематические картины, историко-революционные композиции, портреты, пейзажи. Получил известность как автор тематических картин и многочисленных натурных этюдов, в которых создал запоминающийся коллективный портрет современников — рабочих-сталеваров, женщин и детей послевоенной колхозной деревни. Создавал портреты-типы, наделённые яркими индивидуальными характеристиками. Среди произведений, созданных художником, картины «Портрет художника Г. А. Песиса» (1958), «Дымы Магнитки», «Весна великого перелома», «Кузнецы» (все 1960), «Портрет героя труда П. Е. Протасова» (1961), «Старая Ладога. Сумерки», «Новая ладога. У бакенщика», «Февраль» (все 1962), «Весенний дождь» (1963), «Сталевары», «Весна. (Изборск)», «Дорога жизни», «На пирсе» (все 1964), «Рыбачки Заполярья», «Враги» (обе 1967), «Сумерки над рекой Поной», «Февраль» (обе 1970), «Ленин!», «Февраль», «Натюрморт с рыбой» (все 1972), «Северная весна», «Весенний ветер» (обе 1973) и другие.
В 1970 году ему присуждается почётное звание Заслуженного художника РСФСР. В 1969—1973 годах возглавлял секцию живописи Ленинградской организации Союза художников РСФСР.
Скончался 9 мая 1973 года в Ленинграде на 55-м году жизни. Похоронен на Богословском кладбище.
Произведения А. И. Соколова находятся в художественных музеях и частных собраниях в России, США, Великобритании, Франции и других странах.

## Выставки
- 1958 год (Ленинград): Осенняя выставка произведений ленинградских художников.
- 1960 год (Ленинград): Выставка произведений ленинградских художников 1960 года.
- 1960 год (Ленинград): Выставка произведений ленинградских художников.
- 1961 год (Ленинград): «Выставка произведений ленинградских художников».
- 1964 год (Ленинград): Ленинград. Зональная выставка.
- 1965 год (Москва): Советская Россия. Вторая Республиканская художественная выставка.
- 1967 год (Москва): Советская Россия. Третья Республиканская художественная выставка.
- 1972 год (Ленинград): По Родной стране. Выставка произведений ленинградских художников.
- 1974 год (Ленинград): Весенняя выставка произведений ленинградских художников.
- 1976 год (Москва): Изобразительное искусство Ленинграда.
- 1977 год (Ленинград): Выставка произведений ленинградских художников, посвящённая 60-летию Великого Октября.
- 1995 года (Петербург): Лирика в произведениях художников военного поколения. Живопись. Графика.